# GW170104
GW170104は、LIGOによって2017年1月4日に検出された重力波シグナルである。2017年6月1日、LIGOとVirgo干渉計の共同研究チームは、GW150914、GW151226に次ぐ3例目の重力波として確定したと発表した。

## 検出
シグナルは、10:11:58.6 UTCにLIGOで検出された。ハンフォード・サイトの検出器がリビングストンの検出器よりも3ミリ秒早く検出した。重力波の波長のピークは、160-199 Hzであった。

## 起源
分析により、シグナルの起源は、地球から880+450
−390メガパーセク離れた、質量が各々31.2+8.4
−6.0と19.4+5.3
−5.9太陽質量の連星ブラックホールが軌道崩壊して融合したものであることが示された。融合後のブラックホールの質量は48.7+5.7
−4.6太陽質量であり、2太陽質量分が重力波として放射された。GW170104のピーク光度は3.1+0.7
−1.3×1049Wであった。

## 連星ブラックホールの形成
ブラックホールの回転軸は、恐らく連星軌道の回転軸とはずれている。両方の軸がちょうどそろう確率は、5%以下だと考えられている。この配置は、連星ブラックホール系が球状星団等の密度の高い星団の中からダイナミックに形成される可能性を示唆している。即ち、恒星や連星の間の重力相互作用の結果として、回転軸がランダムに配置することになる。また別の説としては、連星ブラックホール系が2つの主系列星からなる連星系からできるというものである。しかし、このような連星から形成されたブラックホールは回転軸が揃う確率が高くなり、回転軸が逆に配置するということはあり得ない。

## 重力子の質量の上限
GW170104の分析は、重力子が質量を持つ場合の新しい上限をもたらした。重力子のコンプトン波長は、少なくも1.5×1016m（約1.6光年）であり、これに相当する重力子の質量は、7.7×10-23eV/c2を超えない。このコンプトン波長は、GW170104の重力波の波長より約9×109倍大きい。